# 1496
Portal Geschichte | Portal Biografien | Aktuelle Ereignisse | Jahreskalender | Tagesartikel

◄ |
14. Jahrhundert |
15. Jahrhundert
| 16. Jahrhundert | ►

◄ |
1460er |
1470er |
1480er |
1490er
| 1500er | 1510er | 1520er | ►

◄◄ |
◄ |
1492 |
1493 |
1494 |
1495 |
1496
| 1497 | 1498 | 1499 | 1500 | ► | ►►
Staatsoberhäupter  · Nekrolog  · Literaturjahr · Musikjahr
| Januar | Januar | Januar | Januar | Januar | Januar | Januar | Januar |
| Kw     | Mo     | Di     | Mi     | Do     | Fr     | Sa     | So     |
| ------ | ------ | ------ | ------ | ------ | ------ | ------ | ------ |
| 53     |        |        |        |        | 1      | 2      | 3      |
| 1      | 4      | 5      | 6      | 7      | 8      | 9      | 10     |
| 2      | 11     | 12     | 13     | 14     | 15     | 16     | 17     |
| 3      | 18     | 19     | 20     | 21     | 22     | 23     | 24     |
| 4      | 25     | 26     | 27     | 28     | 29     | 30     | 31     |

| Februar | Februar | Februar | Februar | Februar | Februar | Februar | Februar |
| Kw      | Mo      | Di      | Mi      | Do      | Fr      | Sa      | So      |
| ------- | ------- | ------- | ------- | ------- | ------- | ------- | ------- |
| 5       | 1       | 2       | 3       | 4       | 5       | 6       | 7       |
| 6       | 8       | 9       | 10      | 11      | 12      | 13      | 14      |
| 7       | 15      | 16      | 17      | 18      | 19      | 20      | 21      |
| 8       | 22      | 23      | 24      | 25      | 26      | 27      | 28      |
| 9       | 29      |         |         |         |         |         |         |

| März | März | März | März | März | März | März | März |
| Kw   | Mo   | Di   | Mi   | Do   | Fr   | Sa   | So   |
| ---- | ---- | ---- | ---- | ---- | ---- | ---- | ---- |
| 9    |      | 1    | 2    | 3    | 4    | 5    | 6    |
| 10   | 7    | 8    | 9    | 10   | 11   | 12   | 13   |
| 11   | 14   | 15   | 16   | 17   | 18   | 19   | 20   |
| 12   | 21   | 22   | 23   | 24   | 25   | 26   | 27   |
| 13   | 28   | 29   | 30   | 31   |      |      |      |

| April | April | April | April | April | April | April | April |
| Kw    | Mo    | Di    | Mi    | Do    | Fr    | Sa    | So    |
| ----- | ----- | ----- | ----- | ----- | ----- | ----- | ----- |
| 13    |       |       |       |       | 1     | 2     | 3     |
| 14    | 4     | 5     | 6     | 7     | 8     | 9     | 10    |
| 15    | 11    | 12    | 13    | 14    | 15    | 16    | 17    |
| 16    | 18    | 19    | 20    | 21    | 22    | 23    | 24    |
| 17    | 25    | 26    | 27    | 28    | 29    | 30    |       |

| Mai | Mai | Mai | Mai | Mai | Mai | Mai | Mai |
| Kw  | Mo  | Di  | Mi  | Do  | Fr  | Sa  | So  |
| --- | --- | --- | --- | --- | --- | --- | --- |
| 17  |     |     |     |     |     |     | 1   |
| 18  | 2   | 3   | 4   | 5   | 6   | 7   | 8   |
| 19  | 9   | 10  | 11  | 12  | 13  | 14  | 15  |
| 20  | 16  | 17  | 18  | 19  | 20  | 21  | 22  |
| 21  | 23  | 24  | 25  | 26  | 27  | 28  | 29  |
| 22  | 30  | 31  |     |     |     |     |     |

| Juni | Juni | Juni | Juni | Juni | Juni | Juni | Juni |
| Kw   | Mo   | Di   | Mi   | Do   | Fr   | Sa   | So   |
| ---- | ---- | ---- | ---- | ---- | ---- | ---- | ---- |
| 22   |      |      | 1    | 2    | 3    | 4    | 5    |
| 23   | 6    | 7    | 8    | 9    | 10   | 11   | 12   |
| 24   | 13   | 14   | 15   | 16   | 17   | 18   | 19   |
| 25   | 20   | 21   | 22   | 23   | 24   | 25   | 26   |
| 26   | 27   | 28   | 29   | 30   |      |      |      |

| Juli | Juli | Juli | Juli | Juli | Juli | Juli | Juli |
| Kw   | Mo   | Di   | Mi   | Do   | Fr   | Sa   | So   |
| ---- | ---- | ---- | ---- | ---- | ---- | ---- | ---- |
| 26   |      |      |      |      | 1    | 2    | 3    |
| 27   | 4    | 5    | 6    | 7    | 8    | 9    | 10   |
| 28   | 11   | 12   | 13   | 14   | 15   | 16   | 17   |
| 29   | 18   | 19   | 20   | 21   | 22   | 23   | 24   |
| 30   | 25   | 26   | 27   | 28   | 29   | 30   | 31   |

| August | August | August | August | August | August | August | August |
| Kw     | Mo     | Di     | Mi     | Do     | Fr     | Sa     | So     |
| ------ | ------ | ------ | ------ | ------ | ------ | ------ | ------ |
| 31     | 1      | 2      | 3      | 4      | 5      | 6      | 7      |
| 32     | 8      | 9      | 10     | 11     | 12     | 13     | 14     |
| 33     | 15     | 16     | 17     | 18     | 19     | 20     | 21     |
| 34     | 22     | 23     | 24     | 25     | 26     | 27     | 28     |
| 35     | 29     | 30     | 31     |        |        |        |        |

| September | September | September | September | September | September | September | September |
| Kw        | Mo        | Di        | Mi        | Do        | Fr        | Sa        | So        |
| --------- | --------- | --------- | --------- | --------- | --------- | --------- | --------- |
| 35        |           |           |           | 1         | 2         | 3         | 4         |
| 36        | 5         | 6         | 7         | 8         | 9         | 10        | 11        |
| 37        | 12        | 13        | 14        | 15        | 16        | 17        | 18        |
| 38        | 19        | 20        | 21        | 22        | 23        | 24        | 25        |
| 39        | 26        | 27        | 28        | 29        | 30        |           |           |

| Oktober | Oktober | Oktober | Oktober | Oktober | Oktober | Oktober | Oktober |
| Kw      | Mo      | Di      | Mi      | Do      | Fr      | Sa      | So      |
| ------- | ------- | ------- | ------- | ------- | ------- | ------- | ------- |
| 39      |         |         |         |         |         | 1       | 2       |
| 40      | 3       | 4       | 5       | 6       | 7       | 8       | 9       |
| 41      | 10      | 11      | 12      | 13      | 14      | 15      | 16      |
| 42      | 17      | 18      | 19      | 20      | 21      | 22      | 23      |
| 43      | 24      | 25      | 26      | 27      | 28      | 29      | 30      |
| 44      | 31      |         |         |         |         |         |         |

| November | November | November | November | November | November | November | November |
| Kw       | Mo       | Di       | Mi       | Do       | Fr       | Sa       | So       |
| -------- | -------- | -------- | -------- | -------- | -------- | -------- | -------- |
| 44       |          | 1        | 2        | 3        | 4        | 5        | 6        |
| 45       | 7        | 8        | 9        | 10       | 11       | 12       | 13       |
| 46       | 14       | 15       | 16       | 17       | 18       | 19       | 20       |
| 47       | 21       | 22       | 23       | 24       | 25       | 26       | 27       |
| 48       | 28       | 29       | 30       |          |          |          |          |

| Dezember | Dezember | Dezember | Dezember | Dezember | Dezember | Dezember | Dezember |
| Kw       | Mo       | Di       | Mi       | Do       | Fr       | Sa       | So       |
| -------- | -------- | -------- | -------- | -------- | -------- | -------- | -------- |
| 48       |          |          |          | 1        | 2        | 3        | 4        |
| 49       | 5        | 6        | 7        | 8        | 9        | 10       | 11       |
| 50       | 12       | 13       | 14       | 15       | 16       | 17       | 18       |
| 51       | 19       | 20       | 21       | 22       | 23       | 24       | 25       |
| 52       | 26       | 27       | 28       | 29       | 30       | 31       |          |

| Januar | Januar | Januar | Januar | Januar | Januar | Januar | Januar |
| Kw     | Mo     | Di     | Mi     | Do     | Fr     | Sa     | So     |
| ------ | ------ | ------ | ------ | ------ | ------ | ------ | ------ |
| 53     |        |        |        |        | 1      | 2      | 3      |
| 1      | 4      | 5      | 6      | 7      | 8      | 9      | 10     |
| 2      | 11     | 12     | 13     | 14     | 15     | 16     | 17     |
| 3      | 18     | 19     | 20     | 21     | 22     | 23     | 24     |
| 4      | 25     | 26     | 27     | 28     | 29     | 30     | 31     |

| Februar | Februar | Februar | Februar | Februar | Februar | Februar | Februar |
| Kw      | Mo      | Di      | Mi      | Do      | Fr      | Sa      | So      |
| ------- | ------- | ------- | ------- | ------- | ------- | ------- | ------- |
| 5       | 1       | 2       | 3       | 4       | 5       | 6       | 7       |
| 6       | 8       | 9       | 10      | 11      | 12      | 13      | 14      |
| 7       | 15      | 16      | 17      | 18      | 19      | 20      | 21      |
| 8       | 22      | 23      | 24      | 25      | 26      | 27      | 28      |
| 9       | 29      |         |         |         |         |         |         |

| März | März | März | März | März | März | März | März |
| Kw   | Mo   | Di   | Mi   | Do   | Fr   | Sa   | So   |
| ---- | ---- | ---- | ---- | ---- | ---- | ---- | ---- |
| 9    |      | 1    | 2    | 3    | 4    | 5    | 6    |
| 10   | 7    | 8    | 9    | 10   | 11   | 12   | 13   |
| 11   | 14   | 15   | 16   | 17   | 18   | 19   | 20   |
| 12   | 21   | 22   | 23   | 24   | 25   | 26   | 27   |
| 13   | 28   | 29   | 30   | 31   |      |      |      |

| April | April | April | April | April | April | April | April |
| Kw    | Mo    | Di    | Mi    | Do    | Fr    | Sa    | So    |
| ----- | ----- | ----- | ----- | ----- | ----- | ----- | ----- |
| 13    |       |       |       |       | 1     | 2     | 3     |
| 14    | 4     | 5     | 6     | 7     | 8     | 9     | 10    |
| 15    | 11    | 12    | 13    | 14    | 15    | 16    | 17    |
| 16    | 18    | 19    | 20    | 21    | 22    | 23    | 24    |
| 17    | 25    | 26    | 27    | 28    | 29    | 30    |       |

| Mai | Mai | Mai | Mai | Mai | Mai | Mai | Mai |
| Kw  | Mo  | Di  | Mi  | Do  | Fr  | Sa  | So  |
| --- | --- | --- | --- | --- | --- | --- | --- |
| 17  |     |     |     |     |     |     | 1   |
| 18  | 2   | 3   | 4   | 5   | 6   | 7   | 8   |
| 19  | 9   | 10  | 11  | 12  | 13  | 14  | 15  |
| 20  | 16  | 17  | 18  | 19  | 20  | 21  | 22  |
| 21  | 23  | 24  | 25  | 26  | 27  | 28  | 29  |
| 22  | 30  | 31  |     |     |     |     |     |

| Juni | Juni | Juni | Juni | Juni | Juni | Juni | Juni |
| Kw   | Mo   | Di   | Mi   | Do   | Fr   | Sa   | So   |
| ---- | ---- | ---- | ---- | ---- | ---- | ---- | ---- |
| 22   |      |      | 1    | 2    | 3    | 4    | 5    |
| 23   | 6    | 7    | 8    | 9    | 10   | 11   | 12   |
| 24   | 13   | 14   | 15   | 16   | 17   | 18   | 19   |
| 25   | 20   | 21   | 22   | 23   | 24   | 25   | 26   |
| 26   | 27   | 28   | 29   | 30   |      |      |      |

| Juli | Juli | Juli | Juli | Juli | Juli | Juli | Juli |
| Kw   | Mo   | Di   | Mi   | Do   | Fr   | Sa   | So   |
| ---- | ---- | ---- | ---- | ---- | ---- | ---- | ---- |
| 26   |      |      |      |      | 1    | 2    | 3    |
| 27   | 4    | 5    | 6    | 7    | 8    | 9    | 10   |
| 28   | 11   | 12   | 13   | 14   | 15   | 16   | 17   |
| 29   | 18   | 19   | 20   | 21   | 22   | 23   | 24   |
| 30   | 25   | 26   | 27   | 28   | 29   | 30   | 31   |

| August | August | August | August | August | August | August | August |
| Kw     | Mo     | Di     | Mi     | Do     | Fr     | Sa     | So     |
| ------ | ------ | ------ | ------ | ------ | ------ | ------ | ------ |
| 31     | 1      | 2      | 3      | 4      | 5      | 6      | 7      |
| 32     | 8      | 9      | 10     | 11     | 12     | 13     | 14     |
| 33     | 15     | 16     | 17     | 18     | 19     | 20     | 21     |
| 34     | 22     | 23     | 24     | 25     | 26     | 27     | 28     |
| 35     | 29     | 30     | 31     |        |        |        |        |

| September | September | September | September | September | September | September | September |
| Kw        | Mo        | Di        | Mi        | Do        | Fr        | Sa        | So        |
| --------- | --------- | --------- | --------- | --------- | --------- | --------- | --------- |
| 35        |           |           |           | 1         | 2         | 3         | 4         |
| 36        | 5         | 6         | 7         | 8         | 9         | 10        | 11        |
| 37        | 12        | 13        | 14        | 15        | 16        | 17        | 18        |
| 38        | 19        | 20        | 21        | 22        | 23        | 24        | 25        |
| 39        | 26        | 27        | 28        | 29        | 30        |           |           |

| Oktober | Oktober | Oktober | Oktober | Oktober | Oktober | Oktober | Oktober |
| Kw      | Mo      | Di      | Mi      | Do      | Fr      | Sa      | So      |
| ------- | ------- | ------- | ------- | ------- | ------- | ------- | ------- |
| 39      |         |         |         |         |         | 1       | 2       |
| 40      | 3       | 4       | 5       | 6       | 7       | 8       | 9       |
| 41      | 10      | 11      | 12      | 13      | 14      | 15      | 16      |
| 42      | 17      | 18      | 19      | 20      | 21      | 22      | 23      |
| 43      | 24      | 25      | 26      | 27      | 28      | 29      | 30      |
| 44      | 31      |         |         |         |         |         |         |

| November | November | November | November | November | November | November | November |
| Kw       | Mo       | Di       | Mi       | Do       | Fr       | Sa       | So       |
| -------- | -------- | -------- | -------- | -------- | -------- | -------- | -------- |
| 44       |          | 1        | 2        | 3        | 4        | 5        | 6        |
| 45       | 7        | 8        | 9        | 10       | 11       | 12       | 13       |
| 46       | 14       | 15       | 16       | 17       | 18       | 19       | 20       |
| 47       | 21       | 22       | 23       | 24       | 25       | 26       | 27       |
| 48       | 28       | 29       | 30       |          |          |          |          |

| Dezember | Dezember | Dezember | Dezember | Dezember | Dezember | Dezember | Dezember |
| Kw       | Mo       | Di       | Mi       | Do       | Fr       | Sa       | So       |
| -------- | -------- | -------- | -------- | -------- | -------- | -------- | -------- |
| 48       |          |          |          | 1        | 2        | 3        | 4        |
| 49       | 5        | 6        | 7        | 8        | 9        | 10       | 11       |
| 50       | 12       | 13       | 14       | 15       | 16       | 17       | 18       |
| 51       | 19       | 20       | 21       | 22       | 23       | 24       | 25       |
| 52       | 26       | 27       | 28       | 29       | 30       | 31       |          |

## Ereignisse

### Politik und Weltgeschehen

#### Spanien und seine Kolonien
- 20. Oktober: Die spanische Infantin Johanna wird mit dem Habsburger Philipp dem Schönen verheiratet.

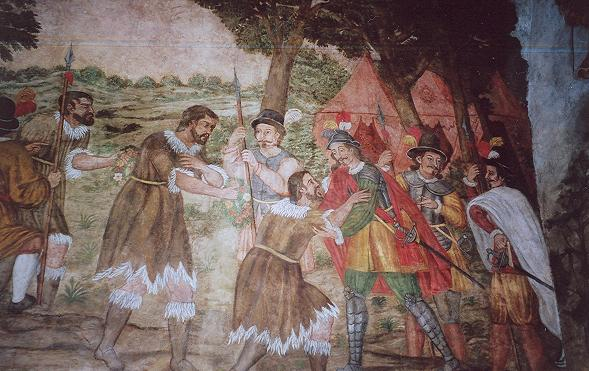
Teneriffa: Der König der Guanchen ergibt sich

- Die Spanier unter Alonso Fernández de Lugo erobern nach fast einem Jahrhundert vergeblicher Kämpfe Teneriffa als letzte Insel der Kanaren. Den Ort der entscheidenden Schlacht taufen sie La Victoria de Acentejo.
- Santo Domingo auf der Insel Hispaniola, die spätere Hauptstadt der Dominikanischen Republik, wird als erste Stadt der „Neuen Welt“ gegründet.

#### Portugal
- Portugal unter dem Hause Avis: König Manuel I. befiehlt am 24. Dezember die Vertreibung aller Juden innerhalb von zehn Monaten sowie Zwangstaufen. Eine Auswanderungswelle vor allem in die Niederlande beginnt.

#### Süditalien
- 7. Oktober: Da Ferdinand II. kinderlos stirbt, wird sein Onkel Friedrich I. sein Nachfolger als König von Neapel.

#### Heiliges Römisches Reich

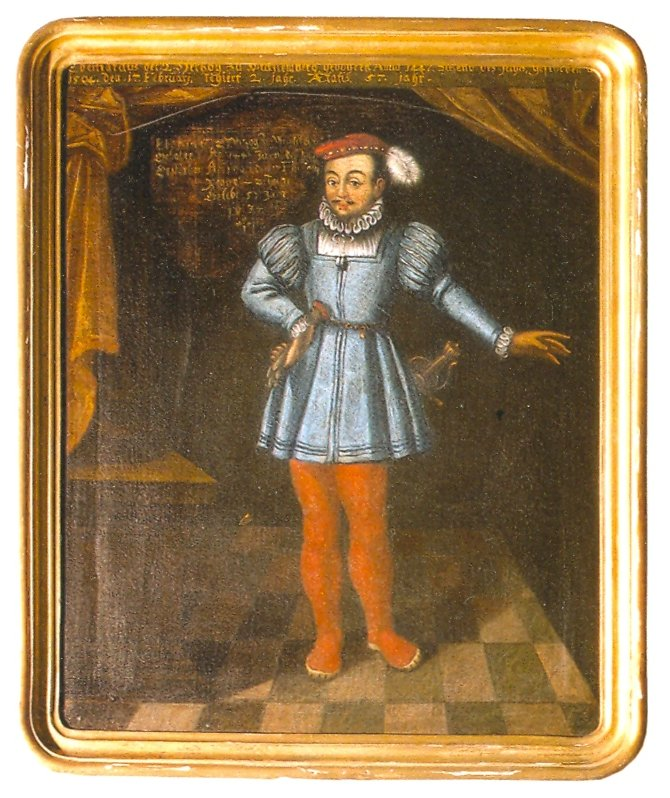
Eberhard II. von Württemberg

- 25. Februar: Nach dem Tod seines Vaters Eberhard I. wird Eberhard II. Herzog von Württemberg, der jedoch bald in Gegensatz zu den württembergischen Landständen gerät.
- 4. März: Mit dem Tod von Herzog Siegmund ohne legitimen männlichen Nachkommen erlischt die Tiroler Nebenlinie der Leopoldinischen Linie des Hauses Habsburg. Die Länder Tirol und Vorderösterreich fallen an Kaiser Maximilian I.
- 16. April: Durch einen Sturz aus seinem Bett kommt der siebenjährige Herzog Karl II. von Savoyen ums Leben. Thronfolger wird sein Großonkel Philipp II.
- 13. August: In Ploskovice kommt es zum Aufstand der Untertanen von Adam Ploskovský von Drahonice, an dem auch Dalibor von Kozojedy teilnimmt.
- Zwischen dem sechsjährigen Johann von Kleve und der fünfjährigen Maria von Jülich-Berg wird auf Schloss Burg eine Kinderverlobung abgehalten. Die Hochzeit findet 14 Jahre später statt.

#### Britische Inseln
- 5. März: Der Venezianer Giovanni Caboto und seine Söhne Ludovico, Sebastiano und Sancio erhalten vom englischen König Heinrich VII. unter dem Namen John Cabot einen Schutzbrief für die Suche nach einem kürzeren nördlichen Seeweg von Europa nach Asien. Finanziert wird die Reise durch eine Dependance der Florentiner Bardi-Bank in London. Auf seiner ersten Fahrt kommt Caboto jedoch nur bis Grönland, wo er wegen einer Auseinandersetzung mit der Besatzung, Nahrungsmangel und schlechtem Wetter umkehren muss.
- September: In Unterstützung des englischen Thronprätendenten Perkin Warbeck marschiert James IV. von Schottland in England ein. Über einen Grenzkrieg geht der Konflikt jedoch nicht hinaus.

#### Nord- und Osteuropa
- Im Russisch-Schwedischen Krieg zwischen dem Großfürstentum Moskau unter Iwan III. und dem Königreich Schwedens unter Sten Sture dem Älteren erobern schwedische Truppen die Festung Iwangorod. Da diese aber nicht über einen längeren Zeitraum zu halten ist, setzen sie die Festung in Brand und ziehen wieder ab.

#### Urkundliche Ersterwähnungen
- Meckenbeuren wird erstmals urkundlich erwähnt.

### Wirtschaft
- 21. September: Nach reichen Silbererzfunden in der Nähe der Frohnauer Obermühle am Schreckenberg fünf Jahre früher wird die Neustadt am Schreckenberg gegründet.

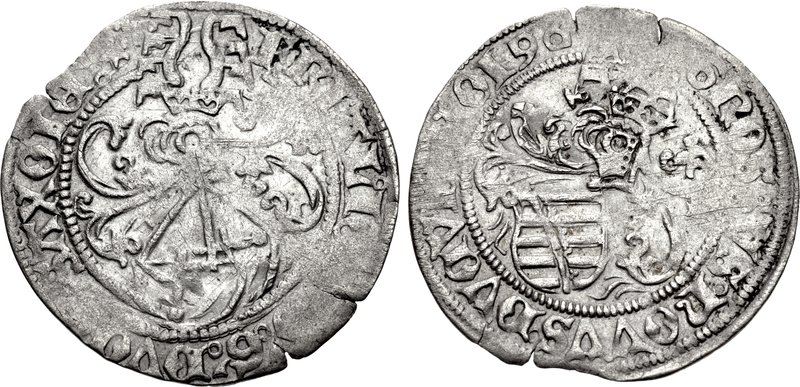
Kurfürst Friedrich III. mit Johann und Herzog Albrecht, Zinsgroschen 1496, Mmz. sechsstrahliger Stern, Münzstätte Leipzig

- In der Münzstätte Schneeberg und der Münzstätte Leipzig werden die ersten sächsischen Zinsgroschen geprägt.

### Wissenschaft und Technik
- Nachdem ein von John Alcock, dem Bischof von Ely, gegründetes Nonnenkloster angeblich durch allzu große Freizügigkeit aufgefallen ist, wird es in ein College der Universität Cambridge, das Jesus College, umgewandelt.

### Kultur
- Michelangelo verlässt Florenz zum zweiten Mal und kommt zu seinem ersten Aufenthalt nach Rom, wo er jedoch wenig Unterstützung erhält.
- Der Rat der Stadt Überlingen erlässt eine der ältesten Fasnachtsordnungen im süddeutschen Raum.
- Die Annaglocke in Limburg-Offheim, die heute noch zum Gottesdienst ruft, wird gegossen.
- Der Mönch Romano Pane, der Christoph Kolumbus auf seiner zweiten Reise begleitet, berichtet auf Haiti erstmals von Schnupftabak.

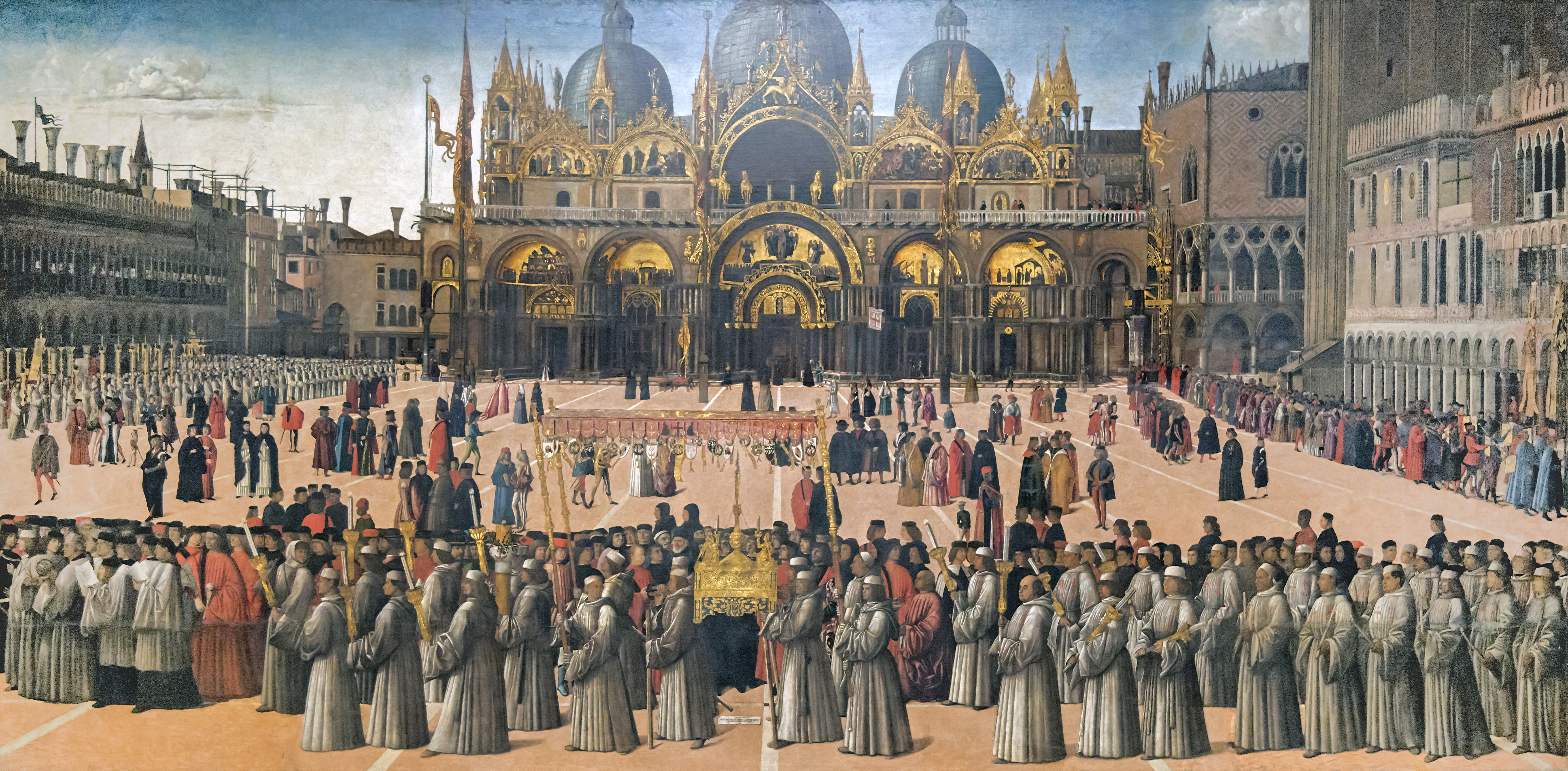
Gentile Bellini, Prozession auf dem Markusplatz, Tempera auf Leinwand

### Religion
- Friedrich IV. von Baden wird als Nachfolger des am 16. April verstorbenen David von Burgund Bischof von Utrecht. Friedrich hält am 17. September seinen feierlichen Einzug in Utrecht.

## Geboren

### Geburtsdatum gesichert
- 6. Januar: Jan Hodějovský z Hodějova, böhmischer Adliger, Humanist und Mäzen († 1566)
- 15. Januar: Heinrich VII. von Rosenberg, böhmischer Adeliger († 1526)
- 12. Februar: Sebastian Schertlin von Burtenbach, deutscher Landsknechtsführer († 1577)

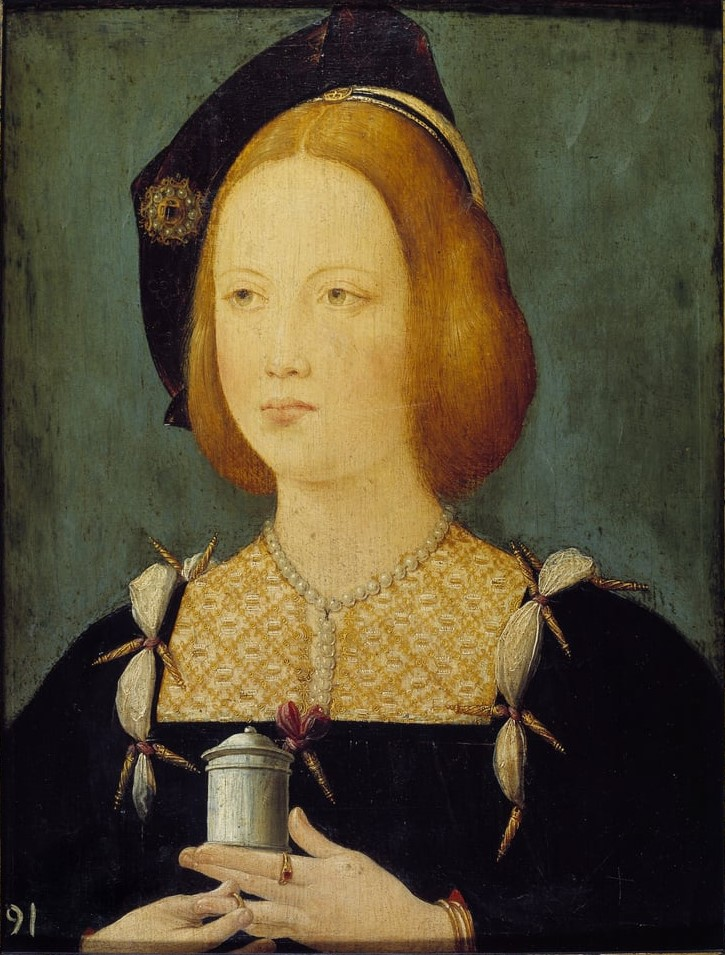
Mary Tudor als junges Mädchen

- 18. März: Mary Tudor, jüngste Tochter von Heinrich VII. von England, durch Heirat Königin von Frankreich († 1533)
- 12. Mai: Gustav I. Vasa, König von Schweden († 1560)
- 10. Juli: Johann Forster, deutscher lutherischer Theologe und Sprachwissenschaftler († 1556)
- 2. August: Konrad Heresbach, deutscher Humanist († 1576)
- 13. September: Johanetta von Nassau-Saarbrücken, Äbtissin des Klosters Herbitzheim († 1556)
- 20. Oktober: Claude de Lorraine, erster Herzog von Guise († 1550)
- 20. Dezember: Joseph ha-Kohen, italienisch-jüdischer Arzt und Chronist († nach 1577)
- 30. Dezember: Matthias von Held, Reichsvizekanzler des Heiligen Römischen Reiches († 1564)

### Genaues Geburtsdatum unbekannt
- Johann Agricola aus Gunzenhausen, deutscher Mediziner († 1570)
- João de Barros, portugiesischer Historiker († 1570)
- Menno Simons, niederländisch-friesischer Theologe und führende Figur der Täuferbewegung, Namensgeber der Mennoniten († 1561)
- Johann Walter, deutscher Kirchenmusiker und Berater Martin Luthers in musikalischen Fragen († 1570)
- Wolfgang Wissenburg, Schweizer Reformator, Geograph und Hochschullehrer († 1575)
- Johannes Zwick, deutscher Theologe, Jurist, Reformator und Kirchenliederdichter († 1542)

## Gestorben

### Todesdatum gesichert
- 14. Januar: Margaretha von Baden, Äbtissin des Klosters Lichtenthal (* 1452)
- 16. Januar: Vratislav von Pernstein, mährisch-böhmischer Adliger (* 1463)

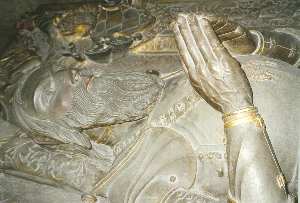
Grabplatte von Eberhard im Bart in der Tübinger Stiftskirche

- 24. Februar: Eberhard I., Graf, später Herzog von Württemberg (* 1445)
- 4. März: Siegmund, Erzherzog von Österreich und Regent von Tirol und Vorderösterreich (* 1427)
- 16. April: David von Burgund, Bischof von Utrecht (* 1427)
- 16. April: Karl II., Herzog von Savoyen (* 1489)
- 17. Juni: Magdalena von Brandenburg, Gräfin von Hohenzollern (* 1460)
- 30. Juli: Lucia Ruzzini, Dogaressa von Venedig
- 9. August: Pietro di Francesco Orioli, italienischer Maler (* 1458)
- 15. August: Isabella von Portugal, Königin von Kastilien und Léon (* 1428)
- 7. Oktober: Ferdinand II., König von Neapel (* 1469)
- 15. Oktober: Gilbert de Bourbon-Montpensier, Graf von Montpensier, Herzog von Sessa und Vizekönig von Neapel (* 1443)
- 24. November: John Radcliffe, 9. Baron FitzWalter, englischer Adeliger und Politiker (* 1451)
- 24. Dezember: Heinrich XXVII. von Schwarzburg, Bischof von Münster und Erzbischof von Bremen (* 1440)

### Genaues Todesdatum unbekannt
- Veit Arnpeck, bayerischer Geschichtsschreiber
- Pier Capponi, toskanischer Kaufmann, Diplomat, Politiker und Feldherr (* 1446)
- Kait-Bay, mamlukischer Sultan von Ägypten und Syrien (* 1416)
- Alv Knutsson, norwegischer Politiker und reichster Großgrundbesitzer Norwegens im 15. Jahrhundert
- João Vaz Corte-Real, portugiesischer Ritter und Seefahrer (* um 1429)